# Sant Gervasi - Galvany
Galvany este un cartier din districtul 5, Sarrià-Sant Gervasi, al orașului din Barcelona.